# ŽKK Play Off Sarajevo
Lo ŽKK Play Off Sarajevo, attualmente noto come ŽKK Play Off Meridianbet per ragioni di sponsorizzazione, è una società professionistica di pallacanestro femminile con sede a Sarajevo, in Bosnia ed Erzegovina. Partecipa al campionato nazionale femminile e disputa le partite interne presso il Centro Culturale e Sportivo Ilidža, che ha una capienza di 2.700 posti. Nel giro di quindici mesi dalla fondazione della sezione femminile, il club ha conquistato la Lega A1 (seconda divisione) nella stagione 2012-2013, ottenendo il secondo posto nel campionato nazionale l’anno seguente. Tra i principali risultati conseguiti figurano quattro titoli del campionato della Bosnia ed Erzegovina e quattro Coppe della Bosnia ed Erzegovina. Lo ŽKK Play Off ha inoltre preso parte alla Lega Adriatica, competizione che riunisce club provenienti da diversi paesi dell’area balcanica.

## Palmarès
Campionato della Bosnia ed Erzegovina
- campione (3): 2016, 2017, 2022
- vicecampione (3): 2014, 2015, 2018

Coppa di Bosnia ed Erzegovina
- campione (1): 2017
- vicecampione (3): 2016, 2018, 2022

## Classifica stagionale
| - 2013-2014: 2° - 2014-2015: 2° - 2015-2016: Campione - 2016-2017: Campione | - 2017-2018: 2° - 2018-2019: 4° - 2019-2020: 4° - 2020-2021: 4° | - 2021-2022: Campione - 2022-2023: 4° - 2023-2024: 8° - 2024-2025: 3° |

## Ex cestiste di rilievo
Elenco delle ex cestiste più importanti:
| - Neira Alispahić - Sandra Azinović - Ines Babić - Nikolina Babić - Amra Begić - Dajana Bugarin - Almira Ćato - Anđela Delić - Nikolina Delić | - Nikolina Džebo - Marina Džinić - Miljana Džombeta - Valentina Galušić - Nedžla Kovačević - Zdenka Kovačević - Jovana Marković - Azra Nikšić - Lejla Omerbašić | - Tea Perić - Hena Spahić - Iris Starčević - Vanja Vasilić - Amra Đapo - Milica Milošev - Ines Ćorda - Nikolina Nikolić - Bojana Vulić | - Samantha Roscoe - Cory Tiny Adams - Deijah Blanks - Cierra Ceazer - Andie Easley - Monet Johnson - Teisha King - Rishonda Napier |

## Ex allenatori di rilievo
- Goran Lojo